# Jannik Steimle
Jannik Steimle (Weilheim an der Teck, 4 aprile 1996) è un ciclista su strada tedesco che corre per la Q36.5 Pro Cycling Team. Professionista dal 2020, nello stesso anno ha vinto l'Okolo Slovenska.

## Palmarès

### Strada
- 2016 (Felbermayr-Simplon Wels, una vittoria)

Croatia-Slovenia
- 2018 (Vorarlberg Santic, due vittorie)

2ª tappa Kreiz Breizh Elites (Ploërdut > Callac)
5ª tappa Okolo Jižních Čech (České Velenice > Jindřichův Hradec)
- 2019 (Vorarlberg Santic, sei vittorie/Deceuninck-Quick Step, una vittoria)

1ª tappa, 1ª semitappa Szlakiem Grodów Piastowskich (Polkowice > Polkowice, cronometro)
4ª tappa Flèche du Sud (Kayl > Esch-sur-Alzette)
1ª tappa Oberösterreich Rundfahrt (Wels > Reichersberg)
Classifica generale Oberösterreich Rundfahrt
Prologo Österreich-Rundfahrt (Wels > Wels, cronometro)
5ª tappa Österreich-Rundfahrt (Bruck an der Großglocknerstraße > Kitzbühel)
Kampioenschap van Vlaanderen
- 2020 (Deceuninck-Quick Step, due vittorie)

1ª tappa, 2ª semitappa Okolo Slovenska (Žilina > Žilina, cronometro)
Classifica generale Okolo Slovenska
- 2021 (Deceuninck-Quick Step, una vittoria)

2ª tappa Okolo Slovenska (Spišské Podhradie > Dolný Kubín)
- 2024 (Q36.5 Pro Cycling Team, una vittoria)

Grand Prix de Denain

#### Altri successi
- 2015 (Juniores)

Rund um den Weiherring
Breite Criterium
- 2018 (Vorarlberg Santic)

Rund um Schönaich
Kirschblütenrennen Wels
Classifica scalatori Flèche du Sud
Classifica giovani Paris-Arras Tour
Classifica scalatori Kreiz Breizh Elites
Classifica scalatori Okolo Jižních Čech
- 2019 (Vorarlberg Santic/Deceuninck-Quick Step)

Rund um Schönaich
Criterium Hohenems
Textielprijs Vichte

## Piazzamenti

### Grandi Giri
- Vuelta a España

2020: 82º

### Classiche monumento
- Giro delle Fiandre

2022: 46º
2024: 34°
2025: 96º
- Parigi-Roubaix

2022: 57º
2024: 33º
2025: ritirato

### Competizioni mondiali
- Campionati del mondo

Innsbruck 2018 - Cronosquadre: 14º
Wollongong 2022 - Staffetta mista: 4º
Wollongong 2022 - In linea Elite: 72º
Glasgow 2023 - In linea Elite: ritirato
Glasgow 2023 - Staffetta: 3º

### Competizioni europee
- Campionati europei

Plouay 2020 - In linea Elite: 69º
Trento 2021 - In linea Elite: ritirato
Drenthe 2023 - Staffetta mista Elite: 3º
Limburgo 2024 - Staffetta mista Elite: 2º
Limburgo 2024 - In linea Elite: 44º